# Чрешнєвець-при-Семичу
Чрешнєвець-при-Семичу (словен. Črešnjevec pri Semiču) — поселення в общині Семич, регіон Південно-Східна Словенія, Словенія.